# Poecilasthena thalassias
Poecilasthena thalassias är en fjärilsart som beskrevs av Edward Meyrick 1891. Poecilasthena thalassias ingår i släktet Poecilasthena och familjen mätare. Inga underarter finns listade i Catalogue of Life.

## Bildgalleri

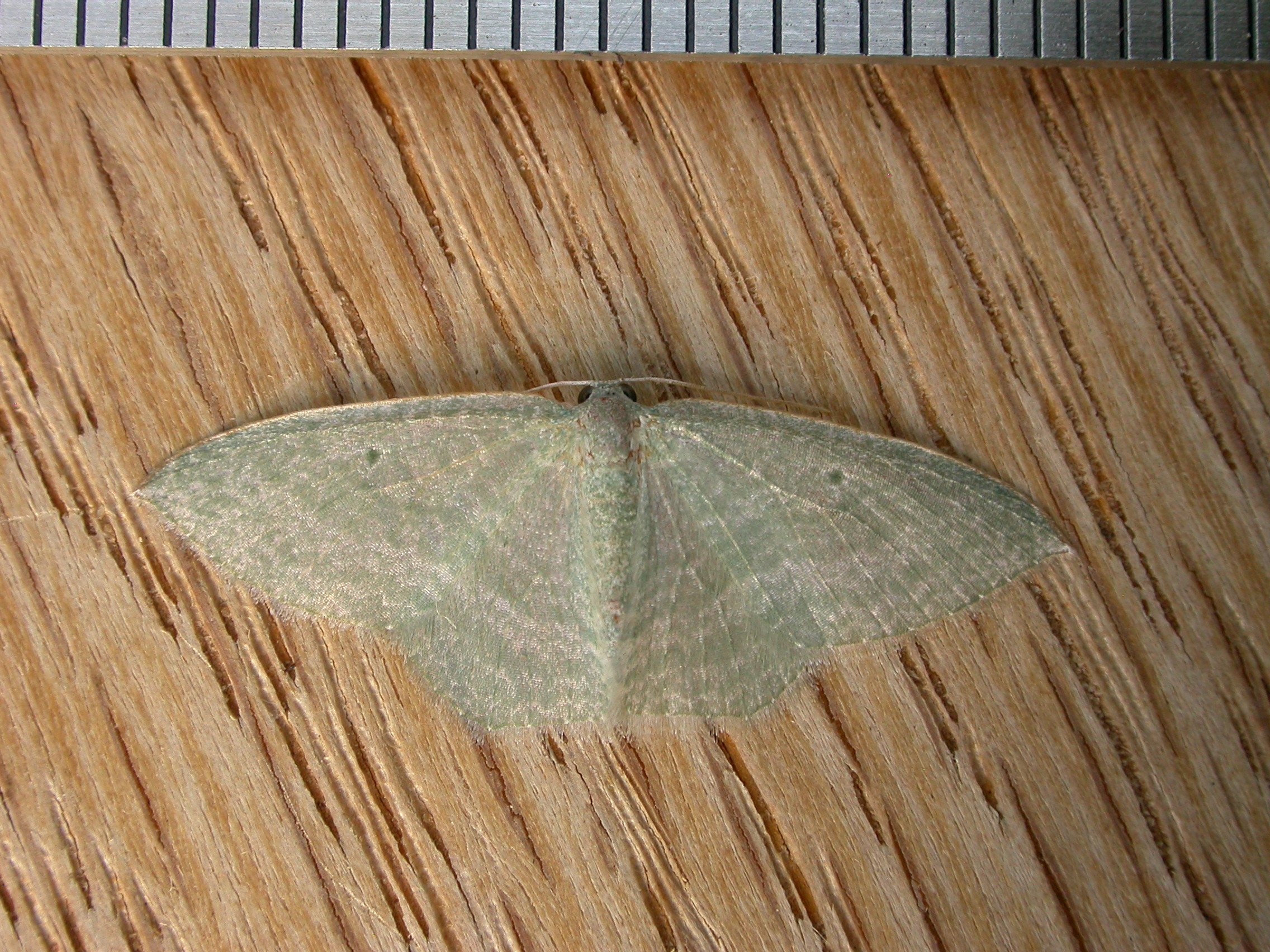